# Partenope (fregata)
La Partenope è stata una fregata a vela (successivamente pirofregata) della Real Marina del Regno delle Due Sicilie, successivamente acquisita dalla Regia Marina.

## Caratteristiche e costruzione
Impostata nel 1833 e varata nel 1834 nei cantieri di Castellammare di Stabia e completata nel 1838 nell'Arsenale di Napoli (dov'era stata trainata dopo il varo, il 15 dicembre 1834) come fregata di I rango a vela per conto della Real Marina del Regno delle Due Sicilie, la Partenope era una fregata di tipo classico, con tre alberi a vele quadre (armamento velico a nave) ed un armamento inizialmente composto da 50 cannoni (26 lisci da 24 libbre, 4 cannoni-obici da 200 mm e 20 cannoni-obici lisci da 160 mm). Lo scafo era in legno, rivestito di rame nell'opera viva.

## Storia

### Il servizio nella Marina borbonica

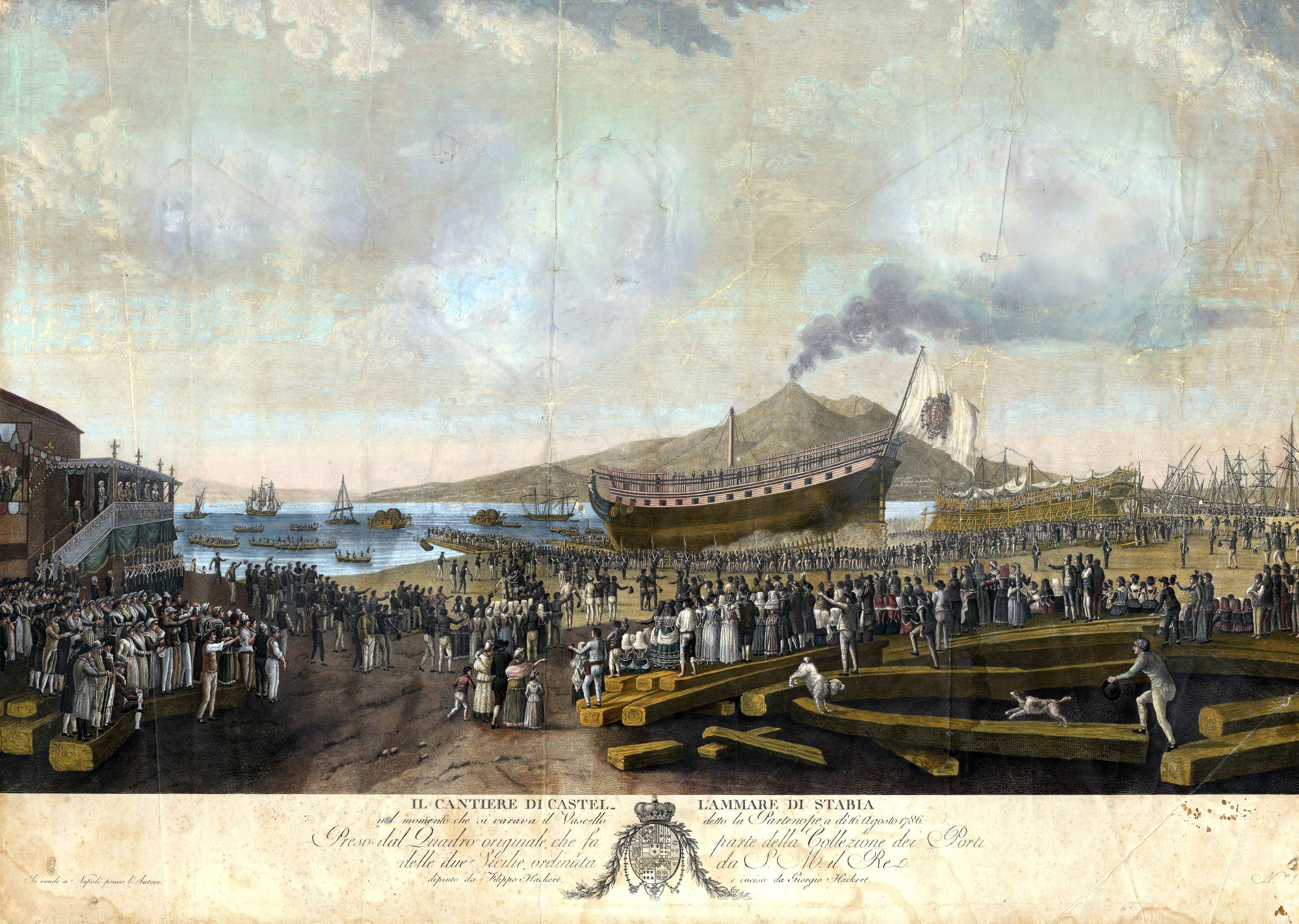
Il varo della Partenope

La Partenope trascorse la maggior parte della propria vita operativa nella Real Marina nel Regno delle Due Sicilie. Nei primi tempi effettuò attività di squadra in Mediterraneo. Tra il 1838 ed il 1839 trasportò in Sicilia, al comando del capitano di vascello Gaetano Imbert, truppe del 10º Reggimento fanteria di linea (20 ufficiali e 538 sottufficiali e soldati).
Nel 1840 la Partenope fu assegnata alla Squadra d'Evoluzione del brigadiere Alfonso Sozj Carafa, navigando nel Tirreno e scortando in varie occasioni i re di Napoli in Sicilia. Il 10 maggio 1843 242 membri dell'equipaggio della fregata contribuirono, insieme ad altri 2200 uomini, a tirare in secco il vecchio vascello Capri.
Il 1º luglio 1843 la nave, al comando del capitano di fregata Lucio Di Palma Castiglione ed insieme ad altre tre unità borboniche (il vascello Vesuvio e le fregate Amalia e Regina Isabella), lasciò Napoli per a Rio de Janeiro per scortare la principessa Maria Teresa Cristina di Borbone, sposa dell'imperatore Dom Pedro II del Brasile. Passato l'equatore nella notte tra il 17 ed il 18 agosto, le navi giunsero nella città brasiliana il 3 settembre, ripartendone poi il 15 ottobre per arrivare a Napoli il 24 dicembre 1843.
Tra il 1848 ed il 1850 la nave venne più volte inviata in Sicilia, ove sbarcò truppe per 
reprimere la ribellione degli abitanti dell’isola. Dal 1855 al 1857 la Partenope venne impiegata come nave scuola per conto del Collegio di Marina.
Il 9 maggio del 1860 la Partenope (al comando del capitano di vascello Tommaso Cossovich), insieme ad altre tre unità borboniche, la pirocorvetta Stromboli, il brigantino Valoroso ed il piroscafo armato Capri, venne inviata a Marsala per contrastare lo sbarco dei Mille dai piroscafi Piemonte e Lombardo. La fregata, rimorchiata dal Capri per poter ridurre i tempi di navigazione, e preceduta di mezz'ora dalla Stromboli, giunse in quel porto l'11 maggio 1860, quando ormai lo sbarco stava volgendo al termine ma non aprì il fuoco, temendo di colpire le navi da guerra inglesi Argus ed Intrepid (i cui comandanti temporeggiarono per favorire lo sbarco), ormeggiate nei pressi del Piemonte e del Lombardo: quando infine le due unità aprirono il fuoco, eseguirono un cannoneggiamento molto blando, quasi privo di risultati (la Partenope sparò poche cannonate, che ferirono un garibaldino). Prima di abbandonare Marsala per Palermo la squadra danneggiò il Piemonte ed il Lombardo ormai abbandonati e lo Stromboli catturò il primo dei due piroscafi (l'altro era semiaffondato). A Palermo il comandante Cossivich tentò di concordare con il contrammiraglio George Rodney Mundy, imbarcato sul vascello Hannibal, una tregua tra truppe borboniche e garibaldine.
In seguito alla liberazione di Palermo da parte delle truppe garibaldine la Partenope prese il mare alla volta di Napoli, ove arrivò il 21 giugno 1860. Quando, il 6 settembre 1860, il re Francesco II abbandonò Napoli ormai prossima alla caduta per riparare nella piazzaforte di Gaeta, la Partenope – il cui comandante era ora il capitano di vascello Roberto Pasca, succeduto dopo un breve periodo al parigrado Napoleone Sgrugli – fu tra le poche navi borboniche che seguirono il loro sovrano, insieme agli avvisi Etna, Delfino e Messaggero (durante la navigazione da Procida a Gaeta la Partenope ed il Delfino furono accompagnati dalla nave spagnola Colon). A bordo della Partenope si imbarcarono, oltre ai 357 membri dell'equipaggio, anche circa 600 marinai delle pirofregate Ruggiero e Guiscardo, che non condividevano la decisione dei loro comandanti di passare dalla parte dei sardo-piemontesi. La nave giunse a Gaeta il 9 settembre, dopo un viaggio travagliato: il comandante Pasca dovette infatti schierare il distaccamento di fanteria di marina presente a bordo per la contrarietà dei suoi ufficiali e di alcuni sottufficiali, inoltre nel canale di Procida il vento cadde obbligando la Partenope a farsi rimorchiare una quindicina di miglia dal piroscafo mercantile Sorrento, prima di poter riprendere la navigazione a vela in seguito al rialzarsi del vento.
Durante il lungo assedio di Gaeta (5 novembre 1860-13 febbraio 1861), durante la quale le fortificazioni della città vennero pesantemente bombardate dall'artiglieria e dalla flotta piemontese, la Partenope, privata della quasi totalità dell'equipaggio, che, sbarcato il 28 gennaio (a bordo furono lasciati un ufficiale ed alcuni marinai), era stato inviato a presidiare le batterie e le fortificazioni difensive della città, venne duramente colpita, riportando gravi danni specie nel bombardamento del 22 gennaio 1861 (lo stesso in cui fu affondato l'avviso Etna). Catturata dalle truppe piemontesi in seguito alla resa di Gaeta, la malconcia fregata venne rimorchiata a Napoli dalla pirofregata Ettore Fieramosca ed ivi riparata.

### Il servizio nella Regia Marina
Il 17 marzo 1861, con la nascita del Regno d'Italia e della Regia Marina, la Partenope venne incorporata da quest'ultima come fregata a vela di II rango.
Nel 1862 la fregata venne sottoposta a lavori in seguito ai quali fu dotata di un apparato motore ausiliario, costituito da tre caldaie, una motrice alternativa a vapore da 400 CV e la relativa elica. Nel 1864 venne modificato l'armamento (già in precedenza ridimensionato, in quanto nel 1863 era composto da 40 cannoni-obici: 10 lisci da 80 libbre, altrettanti rigati da 40 libbre e 20 lisci da 40 libbre), che risultò alla fine composto da 30 bocche da fuoco (14 pezzi lisci da 40 libbre, 4 pezzi lisci da 8 libbre, 4 pezzi rigati da 40 libbre, 6 cannoni-obici lisci da 20 libbre, 2 pezzi rigati da 160 mm).
A partire dal 1864 la Partenope, al comando del capitano di vascello Vittorio Arminjon, venne utilizzata come nave scuola cannonieri, operando in manovre ed esercitazioni nel Tirreno tra Genova e La Spezia.
Posta in disarmo il 12 marzo 1867, l'ormai superata unità venne radiata poco più di un anno dopo. Lo scafo rimase come pontone deposito a La Spezia sino all'8 luglio 1869, quando ebbe inizio il suo smantellamento.
La polena della Partenope è conservata nel Museo tecnico navale di La Spezia.
Nei trent'anni di servizio della Partenope si erano succeduti al comando della nave tredici diversi comandanti, 9 napolitani e 5 italiani.